# Мэски, Алекс
Алекс Мэски (англ. Alex Maskey, родился 8 января 1952 в Белфасте) — североирландский политик, лорд-мэр Белфаста с 2002 по 2003 годы (первый представитель Шинн Фейн на этой должности), с 2003 по 2014 годы депутат Ассамблеи Северной Ирландии.

## Биография
Учился в Колледже Святого Малахии и Белфастском институте дальнейшего и высшего образования, работал грузчиком и барменом в порту Белфаста. В молодости увлекался боксом, в 75 поединках потерпел всего 4 поражения.
С 1969 года Мэски в рядах Ирландской республиканской армии («временного» крыла), дважды арестовывался в 1970-е годы. В 1982 году впервые участвовал в выборах в Ассамблею Северной Ирландии, но потерпел неудачу. В 1983 году, следуя тактике одновременной вооружённой и политической борьбы Шинн Фейн, прошёл в Белфастский городской совет от округа Аппер-Фоллз и стал первым представителем Шинн Фейн в совете и вторым политиком от этой партии, избранным в законодательный орган власти, за всю историю конфликта. Был одним из ближайших союзников Джерри Адамса. В 1987 году чуть не стал жертвой покушения лоялистов.
В 1996 году Мэски был избран в Североирландский форум мира от Западного Белфаста, однако партия запретила участвовать ему в собраниях форума. Через два года он уже законно прошёл в Североирландскую Ассамблею: выборы в неё Шинн Фейн поддержала на волне эйфории от Белфастского соглашения. В 2001 году он даже участвовал в выборах в Парламент Великобритании от Шинн Фейн. Хотя в Парламент он не прошёл, на местных выборах он одержал победу уже от Южного Белфаста.
В 2002 году Мэски стал лорд-мэром Белфаста — первым ирландским республиканцем, занявшим такую должность. Будучи прихожанином римско-католической церкви, он открывал пресвитерианскую Генеральную ассамблею и возлагал венки к памятнику британским солдатам, павшим в Первой мировой войне, что вызвало недовольство ирландцев: в последнем случае Мэски объяснил, что просто чтил память погибших в битве на Сомме. В его офисе стояли и флаг Великобритании, и флаг Ирландии. В 2003 году Мэски стал депутатом Ассамблеи уже от Южного Белфаста, а в 2005 году снова участвовал в выборах в Парламент, проиграв кандидату от социал-демократов и лейбористов Алистеру Макдоннеллу.
В 2005 году Мэски перенёс сердечный приступ, но спустя несколько недель вернулся к работе, сообщив на BBC Radio Ulster об этом. В 2006 году он участвовал в переговорах с баскской сепаратистской группировкой ЭТА, заключив договор о сотрудничестве 22 марта. 23 апреля 2007 он вошёл в Североирландский наблюдательный совет вместе с ещё двумя членами Шинн Фейн. В октябре 2010 года он покинул Ассамблею, поскольку ему запрещала партия совмещать сразу две должности.